# A.S.D. Giarre Calcio 1946
Câu lạc bộ bóng đá Giarre là một câu lạc bộ bóng đá Ý nằm ở Giarre, Sicily. Màu sắc của đội là vàng và xanh.

## Lịch sử
Nguồn gốc sớm nhất của câu lạc bộ có thể được bắt nguồn từ một câu lạc bộ được gọi là Associazione Sportiva Iona, được thành lập bởi một chủ tịch tên là Bottino. Do những hạn chế về tài chính, câu lạc bộ đã buộc phải giải thể và được thành lập lại vào năm 1948 với tên là Soca Sportiva Giarre, ở thị trấn Giarre, những người đàn ông đã mang đội bóng trở lại bao gồm 
| - Nardo Patanè - Isidoro Pino - Giovanni Trovato - Angelo Villaggio - Salvatore Alpino | - Nardo Barbagallo - Ignazio Cocuccio - Narciso Creati - Giovanni Panebianco - Sebastiano Cavallaro |  |  |

 Trong lịch sử của mình, Giarre cũng đã chơi tại Serie C trong vài năm; Lần xuất hiện cuối cùng của nó tại giải bóng đá chuyên nghiệp là vào ngày 1993/1994, khi đội bóng xuống hạng Serie C2 và liên tiếp bị gián đoạn vì những rắc rối tài chính. Kết quả tốt nhất của nó là vị trí thứ tư vào năm 1992/1993 Serie C1 / B dưới thời HLV Gian Piero Ventura, huấn luyện viên của một số đội bóng Serie A.
Giarre FC đã giành được vị trí thứ hai trong muà giải 2005-06 Coppa Italia Dilettanti; kết quả này cho phép đội Sicilia Serie D chơi ở Coppa Italia. Ở vòng đầu tiên, Giarre đã thi đấu với ACF Fiorentina của Serie A ở Sân vận động Artemio Franchi, Florence. Giarre thua 3-0 trước Fiorentina, sau khi kết thúc 0-0 hiệp một.
Câu lạc bộ đã kết thúc lịch sử vào năm 2008, sau khi tài sản bán quyền bóng đá cho một đội bóng mới có trụ sở tại thành phố lân cận Misterbianco.

## Huấn luyện viên cũ đáng chú ý
- liên_kết=|viền Gian Piero Ventura
- liên_kết=|viền Adriano Lombardi